# Article 30 de la Constitution belge
L'article 30 de la Constitution de la Belgique fait partie du titre II Des Belges et de leurs droits. Il garantit la liberté dans le choix des langues.
Il date du 7 février 1831 et était à l'origine — sous l'ancienne numérotation — l'article 23. Il n'a jamais été révisé.

## Texte de l'article actuel
« L'emploi des langues usitées en Belgique est facultatif ; il ne peut être réglé que par la loi, et seulement pour les actes de l'autorité publique et pour les affaires judiciaires. »